# Драгунский (посёлок)
Драгу́нский — посёлок в Любинском районе Омской области России. Входит в состав Алексеевского сельского поселения.

## География
Посёлок находится на юго-западе центральной части Омской области, в лесостепной зоне, в пределах Ишимской равнины, на расстоянии примерно 49 км (по прямой) к северо-западу от посёлка городского типа Любинский, административного центра района. Абсолютная высота — 119 м над уровнем моря.
Часовой пояс
Посёлок Драгунский, как и вся Омская область, находится в часовой зоне МСК+3. Смещение применяемого времени относительно UTC составляет +6:00.

## Население
| 2010 |
| ---- |
| 558  |

Гендерный состав
По данным Всероссийской переписи населения 2010 года, в гендерной структуре населения мужчины составляли 78,9 %, женщины — соответственно 21,1 %.
Национальный состав
Согласно результатам переписи 2002 года, в национальной структуре населения русские составляли 82 % из 533 чел.

## Улицы
- ул. Зелёная,
- ул. Лесная,
- ул. Молодёжная,
- ул. Центральная[6].

## Инфраструктура
В посёлке функционирует психоневрологический интернат.